# ザ・パークハウス晴海タワーズ

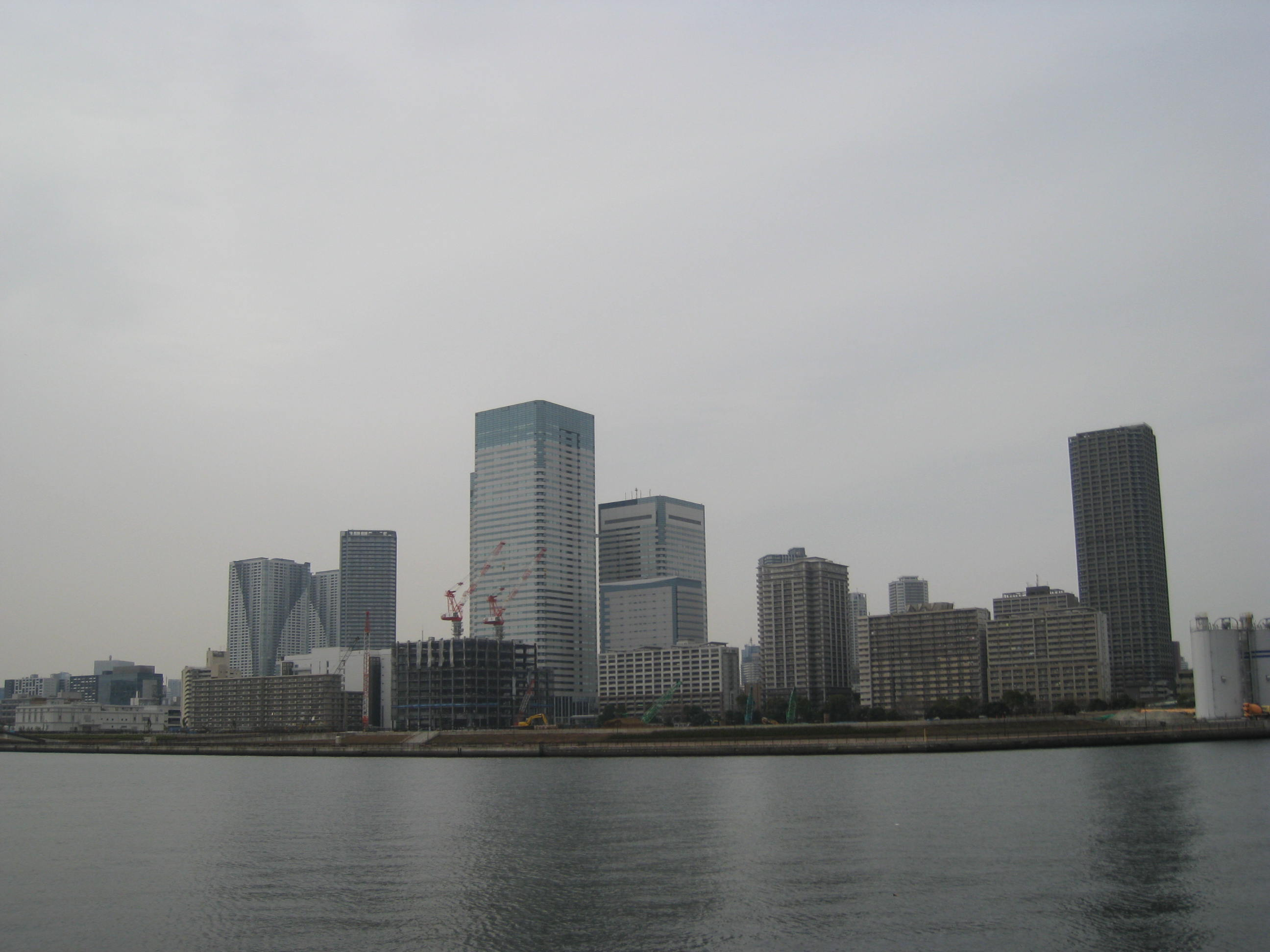
建設中のクロノレジデンス

ザ・パークハウス晴海タワーズ（ザ・パークハウスはるみタワーズ）は、東京都中央区晴海二丁目にある超高層マンション。クロノレジデンスとティアロレジデンスで構成されるツインタワーである。三菱地所のマンションブランド『ザ・パークハウス』のひとつ。
デベロッパーは三菱地所レジデンスと鹿島建設の2社、設計・監理は三菱地所設計、施工は鹿島建設が手掛けた。2016年度グッドデザイン賞受賞。

## 概要
都心と臨海副都心の中間に位置する晴海二丁目地区の大規模な土地利用転換（晴海二丁目土地区画整理事業）のうち、C1街区およびC2街区にあたり、「（仮称）中央区晴海二丁目計画」として建設された。銀座まで2kmの都心立地ながら、南面が対岸まで約500mの晴海運河に面し、敷地内のランドスケープは運河の防潮護岸として整備された敷地外のウォーターフロントプロムナード（晴海臨海公園 水辺のテラス）へと続いていく。
外観及びランドスケープデザインなどは、アメリカ合衆国の著名建築家であるリチャード・マイヤーが監修した。ツインタワーのデザインはこれまで相似形が一般的であったが、非連続的なツインタワーとしてデザインし、構造やモジュール、白色の外観という基本形状は共通としながら、Weave（織り布）とOrigami（折り紙）という別々のコンセプトを用い、それぞれ異なる魅力を発しながら周辺環境の変化の中で対話し共鳴し合う設計とした。
両棟合計で約1,800戸規模の大規模マンションであるが、建築基準法の一団地認定を受けた計画ではなく、敷地や管理組合はクロノ・ティアロそれぞれで明確に分かれているため、権利関係上は完全に別個の建物である。
都内の免震構造タワーマンションとしては初めての長期優良住宅に認定され、全住戸がオール電化住宅で、全熱交換器とエコキュートを標準設置するなど省エネルギー性能にも配慮した。両棟とも2階は全て共用施設として計画され、居住者専用のコンビニエンスストア（何れもファミリーマート）・ラウンジ・ゲストルーム・フィットネスなどを配置。ほかに、レンタサイクルやカーシェアリングの提供、電気自動車充電スタンドも備えられ、銀座・日本橋・丸の内方面との間には居住者専用シャトルバスも運行されている。
東側隣接地には三井不動産レジデンシャルによる超高層マンション「パークタワー晴海」が2019年5月に竣工し、本マンションと合わせ計3棟の超高層マンションが立ち並んでいる。

## 沿革
- 2004年（平成16年） - 土地区画整理事業が認可され、基盤整備開始。2012年3月完成。
- 2010年（平成22年）6月 - クロノレジデンスが着工。
- 2012年（平成24年）7月 - ティアロレジデンスが着工。
- 2013年（平成25年） - クロノレジデンスが完成。
- 2016年（平成28年） - ティアロレジデンスが完成。